# Les Affiches en goguette
Pour plus de détails, voir Fiche technique et Distribution.
Les Affiches en goguette est un film réalisé par Georges Méliès, sorti en 1906.

## Synopsis
Un colleur d'affiches en action dans une ville, parmi d'autres affiches. Des policiers passent puis les personnages des affiches s'animent et interagissent. Un des hommes commence à faire la cour à une jeune fille, qui le repousse, aidée par les personnages des autres affiches. Les policiers repassent et les affiches ne bougent plus. Un passant est provoqué par les personnages, qui s'en prennent aux policiers venus à la rescousse. Les affiches reprennent une apparence normale. Le décor tombe et les personnages des affiches se retrouvent enfermés derrière une grille, que les policiers essaient de franchir avant d'être eux-mêmes enfermés derrière les affiches et d'essayer de s'échapper.